# Маріам Степанян
Маріам Степанян (вірм. Մարիամ Ստեփանյան; нар. 22 вересня 1989, Єреван, Вірменська РСР) — вірменська футболістка, тренерка та арбітриня, виступала на позиції нападниці.

## Кар'єра гравчині
Народилася 1989 року в Єревані. Двічі вигравала чемпіонат Вірменії з «Бананцом» і двічі з «Єреваном», а також здобула звання найкращої захисниці сезону.
Вона брала участь у відбіркових матчах чемпіонату до Європи 2013 року зі збірною Вірменії. У період між 2011 і 2012 роками зіграла одинадцять матчів у кваліфікаційних турнірах.
У сезоні 2019/20 років грала за національну збірну Вірменії з футболу.

## Кар'єра арбітрині
У 2009 році пройшла дворічний курс навчання у Вірменському державному інституті фізичної культури, щоб здобути кваліфікацію футбольного судді чемпіонату Вірменії. Згодом працювала помічником головного арбітра на матчах юнацького чемпіонату Вірменії (U-14), (U-15), (U-16), (U-17) та (U-19). У 2014 році її призначили асистентом на міжнародні матчі та включили до списку арбітрів ФІФА. Вперше на міжнародному рівні відсудила матч 3-ї групи кваліфікаційного раунду чемпіонату Європи УЄФА серед жінок (U-19) Норвегія-Польща (3:0). Степанян асистувала головному арбітру Кнарік Григорян. 12 квітня 2016 року матч другого групового етапу кваліфікації жіночого чемпіонату Європи 2017 Чорногорія – Фінляндія. З 19 по 24 жовтня 2016 року відсудила матчі десятої групи жіночого чемпіонату Європи: Нідерланди - Болгарія (6:0), Туреччина - Болгарія (3:0) та Болгарія - Молдова (1:0).

## Тренерська кар'єра
Розпочинала тренерську діяльність як помічниця Ліани Айрапетян у вірменському клубі «Єреван Л.Х.», а згодом стала асистентом головного тренера жіночої збірної Вірменії. У 2016 році отримала диплом найкращої тренерки жіночої команди осіннього сезону. У 2016 році в Єревані почала працювати зі спільнотою Coaches Across Continents. У грудні 2018 року отримала ліцензію УЄФА категорії B для Вірменії. Влітку 2017 року переїхала до Польщі та розпочала свою кар'єру футбольного тренера. У жовтні 2018 року отримала ліцензію А УЄФА для Вірменії. Наразі є тренером клубу «Алашкерт» (U-19) та помічницею тренера дівочої збірної Вірменії (U-17).